# Jużno-Suchokumsk
Jużno-Suchokumsk – miasto w Rosji, w Dagestanie. W 2010 roku liczyło 10 035 mieszkańców.